# Tipula (Sinotipula) arjunoides
Tipula (Sinotipula) arjunoides is een tweevleugelige uit de familie langpootmuggen (Tipulidae). De soort komt voor in het Oriëntaals gebied.